# Гедман, Рич
Ричард Лео Гедман (англ. Richard Leo Gedman, 26 сентября 1959, Вустер, Массачусетс) — американский бейсболист, кэтчер. Выступал в Главной лиге бейсбола с 1980 по 1992 год. Большую часть карьеры провёл в составе «Бостон Ред Сокс», член Зала славы клуба. Двукратный участник Матча всех звёзд лиги. 

## Биография
Ричард Гедман родился 26 сентября 1959 года в Вустере в штате Массачусетс. Он был одним из пяти детей в семье водителя грузовика Ричарда Гедмана-старшего и домохозяйки Марты. Рич окончил католическую школу в родном городе, за её бейсбольную команду играл на позициях питчера и игрока первой базы. В 1977 году в её составе он стал победителем чемпионата штата. В том же году Гедман в статусе свободного агента подписал контракт с «Бостон Ред Сокс». Из-за невысокой скорости в клубе его перевели на место кэтчера.
Профессиональную карьеру Рич начал в сезоне 1978 года в составе «Уинтер-Хейвен Ред Сокс» в Лиге штата Флорида. Сыграв за команду 98 матчей, он стал лучшим её отбивающим с показателем 30,0 %. Следующий сезон Гедман провёл в Восточной лиге уровня АА за «Бристоль Ред Сокс», а 1980 год начал уже в ААА-лиге в «Потакет Ред Сокс». В сентябре он дебютировал в Главной лиге бейсбола в матче против «Сиэтла», выбив два хита в четырёх выходах на биту. Сезон 1981 года Рич также начал в «Потакете», принимал участие в самом длинном матче в истории бейсбола: игра между «Ред Сокс» и «Рочестер Ред Уингз» длилась 33 иннинга. Вызов в основной состав «Бостона» он получил в середине мая, когда травму получил основной кэтчер команды Гэри Алленсон. Гедман сыграл в 62 матчах, отбивая с показателем 28,8 %, выбил пять хоум-ранов и набрал 26 RBI. Журнал Sporting News назвал его лучшим новичком Американской лиги.
Следующие два сезона Гедман делил игровое время с Алленсоном. Место в стартовом составе он застолбил за собой в 1984 году. Тогда же Рич установил личный рекорд, выбив 24 хоум-рана в регулярном чемпионате. Положительно на его игру повлиял опыт выступлений в зимней лиге в Венесуэле, а также приход в «Ред Сокс» нового тренера отбивающих Уолта Риниака. В 1985 году Гедман развил успех, впервые в карьере получив приглашение на Матч всех звёзд лиги. В том сезоне он отбивал с лучшим в карьере показателем 29,5 %, установил рекорды по числу хитов (147), даблов (30), триплов (5), набранных очков (66), уоков (50) и RBI (80). В игре с «Торонто Блю Джейс» 18 сентября он выбил сайкл.
В 1986 году Гедман второй раз сыграл в Матче всех звёзд и завершил чемпионат с лучшим в лиге показателем по числу выведенных в аут игроков соперника (866). «Ред Сокс» выиграли Восточный дивизион Американской лиги и вышли в плей-офф. В Чемпионской серии лиги «Бостон» обыграл «Калифорнию Энджелс» в семи матчах. Рич стал одним из лучших игроков победного пятого матча, выбив двухочковый хоум-ран и поймав двух соперников при попытке украсть базу. В Мировой серии «Ред Сокс» проиграли «Нью-Йорк Метс» в семи играх. При счёте 3:2 в пользу Бостона в ключевой момент игры он не смог поймать мяч после подачи Боба Стэнли. В официальной статистике матча этот эпизод был зафиксирован как уайлд-питч, хотя большинство болельщиков критиковало Гедмана за то, что он не попытался заблокировать мяч. После завершения сезона он должен был принять участие в серии выставочных игр сборной звёзд лиги в Японии, но получил перелом скулы после попадания мячом в лицо на тренировке.
После поражения в Мировой серии карьера Рича пошла на спад. В клубе не хотели заключать с ним долгосрочный контракт, опасаясь последствий травмы и переживая, что он будет испытывать психологическое давление из-за эпизода с непойманным мячом. В 1987 году он впервые вышел на поле только в мае, а в конце июля получил травму руки и досрочно завершил сезон. Восстановившись и вернувшись в состав «Ред Сокс», Гедман начал делить игровое время с Риком Сероном. В 1988 и 1989 годах Рич отбивал с показателем 23,1 % и 21,2 % соответственно. Перед началом сезона 1990 года в «Бостон» пришёл Тони Пенья. Гедман сыграл за клуб всего десять игр и в июне был обменян в «Хьюстон Астрос».
В составе «Хьюстона» в 1990 году Гедман провёл сорок матчей. После окончания сезона он получил статус свободного агента и подписал двухлетний контракт с «Сент-Луисом». В «Кардиналс» Рич был запасным для Тома Пагноззи. За два года он сыграл за команду в 87 матчах. В январе 1993 года Гедман заключил контракт с «Оклендом», но в состав команды пробиться не смог. Он также неудачно пробовал свои силы в «Нью-Йорк Янкис» и «Балтимор Ориолс». Проведя два сезона в ААА-лиге, Рич закончил карьеру.
Несколько лет Гедман проработал тренером в различных командах независимых лиг, а в 2005 году возглавил «Вустер Торнадос» из Канадско-Американской ассоциации. На посту главного тренера Торнадос Рич работал до 2010 года. В сезоне 2011 года он вернулся в систему «Ред Сокс», тренировал отбивающих в фарм-клубах «Лоуэлл Спиннерс», «Сейлем Ред Сокс», «Портленд Си Догз» и «Потакет Ред Сокс».